# جورجیو برسیانی
جورجیو برسیانی (انگلیسی: Giorgio Bresciani؛ زادهٔ ۲۳ آوریل ۱۹۶۹) بازیکن فوتبال اهل ایتالیا است.
از باشگاه‌هایی که در آن بازی کرده‌است می‌توان به باشگاه فوتبال تورینو، باشگاه فوتبال کرمونزه، باشگاه فوتبال آنکونا، باشگاه فوتبال بولونیا، باشگاه فوتبال روبور سیه‌نا، باشگاه فوتبال کالیاری، باشگاه فوتبال رجانا، باشگاه فوتبال آتالانتا، باشگاه فوتبال یووه استابیا، و باشگاه فوتبال ناپولی اشاره کرد.